# Locomotiv GT ’74 USA
1987-ben – két dal kivételével – előkerültek az All Aboard eredeti többsávos szalagjai. Ebből állítottak össze Magyarországon egy új albumot Locomotiv GT '74 USA címmel. A felvételek újbóli megjelentetése többek között azért is történt, mert az "eredeti" album, az All Aboard  megjelenését 1975-ben letiltották Barta disszidálása miatt.

## Az album dalai

### Első oldal
1. Motor City Love - as sitting on the sidewalk (Presser Gábor/Adamis Anna) – 3:05
2. Endless Rain (Somló Tamás/Adamis Anna) – 5:12
3. I Love You Frisco (Somló Tamás/Adamis Anna) – 3:48
4. I Belive You (Presser Gábor/Adamis Anna) – 3:38
5. Hammer-Handed Half Man (Presser Gábor/Adamis Anna) – 4:07

### Második oldal
1. Silver Summer (Presser Gábor/Adamis Anna) – 3:24
2. Angel of Hobos (Barta Tamás/Adamis Anna) – 5:18
3. How You’re Doing Man (Barta Tamás/Adamis Anna) – 4:11
4. Blue Woman (Presser Gábor/Adamis Anna) – 4:55

## Közreműködők
- Barta Tamás – gitárok, ének
- Laux József – dob és ütőhangszerek
- Presser Gábor – billentyűs hangszerek, ének
- Somló Tamás – basszusgitár, szaxofon, ének
- Adamis Anna – versek, fordítások
- Jimmy Miller – ének B2

### Produkció
- Producer: Jimmy Miller, Laux József, Presser Gábor
- Hangmérnök: Laux József, P. Howard, Küronya Miklós
- Fotó: Archív felvételek, Adamis Anna
- Grafika: Kemény György

A felvételek 1974-ben az akkori ABC Records stúdióban - 8255 Beverly Blvd. Los Angeles, California, U.S.A. - készültek. Az újrakeverés 1987-ben az Omega stúdióban készült.